# 페르난다 마샤두
페르난다 마샤두(Fernanda Machado, 1980년 10월 10일 ~ )는 브라질의 배우이다.

## 출연 작품
- 아만하 넌카 마이스 (2011)